# Cesare Maldini
Cesare Maldini (* 5. Februar 1932 in Triest; † 3. April 2016 in Mailand) war ein italienischer Fußballspieler und -trainer. Als Spieler vor allem für den AC Mailand aktiv und Teilnehmer an der Fußball-Weltmeisterschaft 1962, betreute er später als Trainer unter anderem die italienische und paraguayische Nationalmannschaft, mit denen er an den Weltmeisterschaften 1998 und 2002 teilnahm.
Cesare Maldini war der Vater des 126-fachen italienischen Nationalspielers Paolo Maldini.

## Karriere

### Als Spieler
Maldini begann seine Karriere 1952 bei US Triestina und wechselte 1954 zum AC Mailand. Dort erreichte er bis 1966 seine größten Erfolge. Neben nationalen Meisterschaften gewann er 1963 den Europapokal der Landesmeister. Der Abwehrspieler stand damals in einer Mannschaft mit Gianni Rivera, José Altafini und Giovanni Trapattoni. Für die italienische Fußballnationalmannschaft spielte er bei der Fußball-Weltmeisterschaft 1962 in Chile, schied dort jedoch gegen Deutschland und Chile in der Vorrunde aus. Wie auch sein Mannschaftskamerad Giovanni Trapattoni ging er nach seiner aktiven Laufbahn, die er 1967 beim AC Turin beendet hatte, ins Trainergeschäft.

### Als Trainer
Maldinis erste Station als Cheftrainer war 1974 die US Foggia, nachdem er zuvor bereits Co-Trainer beim AC Mailand gewesen war. Als Vereinstrainer blieb der Erfolg jedoch aus, und so entschloss er sich, ab 1980 für den italienischen Verband zu arbeiten. Bei der Weltmeisterschaft 1982 in Spanien war er Assistent des Nationaltrainers Enzo Bearzot und arbeitete mit am ersten Weltmeistertitel für Italien seit 1938. Von 1986 bis 1996 trainierte Maldini die italienische U-21-Nationalmannschaft und übernahm das Nationaltraineramt 1996 von Arrigo Sacchi. Er führte die Mannschaft zur Weltmeisterschaft 1998 nach Frankreich. Dort schied er unglücklich im Viertelfinale gegen Gastgeber Frankreich nach Elfmeterschießen aus.
Nach dem Turnier wurde Maldini als Nationaltrainer entlassen und durch Dino Zoff ersetzt. Im Jahr 2001 kehrte er als paraguayischer Nationaltrainer auf die internationale Fußballbühne zurück und qualifizierte sich für die Weltmeisterschaft 2002 in Japan und Südkorea. Hier schied er im Achtelfinale gegen den späteren Vize-Weltmeister Deutschland mit 0:1 durch ein Tor von Oliver Neuville aus.
Danach arbeitete Cesare Maldini nicht mehr als Fußballtrainer. Er starb am 3. April 2016 im Alter von 84 Jahren in Mailand.

## Erfolge

### Als Spieler
- Europapokal der Landesmeister: 1962/63
- Italienische Meisterschaft: 1954/55, 1956/57, 1958/59, 1961/62
- Coppa Latina: 1956

### Als Trainer
- U-21-Europameister: 1992, 1994, 1996

## Trivia
- Zum zusammen 1000. Serie-A-Einsatz für den AC Mailand kam Familie Maldini durch Einsätze von Cesare (347), seinem Sohn Paolo (647) sowie seinem Enkel Daniel (6). Das Jubiläum erfolgte als aktueller Tabellenführer am 6. Januar 2021 im Heimspiel gegen Juventus Turin (1:3), in welchem Daniel in der 81. Minute eingewechselt wurde.[3]
- Mit dem Meisterschaftsgewinn von Daniel in der Saison 2021/22 wurden nun alle drei Generationen jeweils Meister mit dem AC Mailand (Vater (4×) – Sohn (7×) – Enkel (1×)). Von 19 Titeln des AC gewann der Club 12 mit einem der Maldinis in seinem Kader.[4][5]